# Heminothrus altimontanus
Heminothrus altimontanus är en kvalsterart som först beskrevs av Hammer 1958.  Heminothrus altimontanus ingår i släktet Heminothrus och familjen Camisiidae. Inga underarter finns listade i Catalogue of Life.